# KUHF
KUHF Houston Public Radio ist eine Radiostation im NPR-Network. Sie wird betrieben von Houston Public Media und gehört der University of Houston.
Die Station erreicht das Gebiet von Houston, The Woodlands, Sugar Land, Galveston, Pearland und Katy. Die KUHF-Studios befinden sich im Melcher Center for Public Broadcasting auf dem Campus der UoH.